# 克莱伯·皮涅鲁
克莱伯·劳伯·皮涅鲁 （1990年5月2日—），一般簡稱克莱伯，生于巴西南里奥格兰德州旧埃斯坦西亚，是一名职业足球运动员，场上司職前锋。

## 职业生涯
克劳伯出道于贝洛奧里藏特的著名俱乐部米内罗竞技。2009年2月21日，他首次代表球队出战米内洛州级联赛，对手是里约布兰科竞技。
2009年夏天，19岁的克莱伯以租借形式加盟了葡萄牙球队马里迪莫。9月20日，克莱伯迎来了自己在葡超联赛的首秀；是役，克莱伯出场十分钟，然而球队却以1:2不敌德比对手国民队。
效力马里迪莫期间，克莱伯在预备队的四场比赛中打进三球，在一队的首赛季比赛中出场20场，攻入八球；其中在当季最后一轮，凭借克莱伯的两粒进球，马里迪莫2:1击败了吉马良斯，从而以第五名的身份闯入了2010/2011赛季欧联杯外围赛。
克莱伯的表现引起了葡超豪门波尔图的关注；虽然他的合同还有一年才到期，但他仍然不愿代表马里迪莫出战2010/2011赛季葡超联赛。虽然克莱伯的东家米内罗竞技同意了波尔图的收购意向，但马里迪莫拒绝将球员提前退租。最终克莱伯留在了马里迪莫，代表球队在各项赛事中打入八球，联赛中攻进七球。
2011年7月4日，波尔图花费230万欧元引进了克莱伯，双方签署了一份长达五年的合同。他在五场季前热身赛中打进五球，并在赛季初的前七场正式比赛中攻入三球；在2011/2012赛季欧冠联赛对阵顿涅茨克矿工的比赛中，他攻入了制胜一球，使波尔图在主场2:1击败了对手。
然而，克莱伯逐渐下滑的状态使他失去了在波尔图的位置。2013年2月7日，克莱伯以租借形式返回巴西，加盟了帕尔梅拉斯。在出赛的七场比赛中，克莱伯只打进两球。2013/2014赛季，克莱伯返回葡萄牙，在波尔图B队度过了一个赛季。2014年夏天，他租借加盟了埃斯托里尔，该赛季联赛，克莱伯出战21场，打进8球。
2015年7月14日，克莱伯转会加盟中超球队北京国安，双方签署了一份为期两年半的合同。

## 国家队生涯
2011年11月10日，由于其在波尔图的良好表现，克莱伯被召入巴西国家足球队，并在对阵加蓬的比赛中上演了国家队处子秀。